# モノドラカンアオイ
モノドラカンアオイ（学名: Asarum monodoriflorum）とは、ウマノスズクサ科カンアオイ属に属する常緑多年草の1種である。葉の裏面は紫色を帯びる。萼筒は開口部が狭くなり、萼裂片上に短毛が生えている。雄しべは12個、雌しべは6個。日本の西表島の限られた地域にのみ分布し、絶滅危惧IA類や国内希少野生動植物種に指定されており、採集や取引が法律で禁止されている。種小名の monodoriflorum は、花がバンレイシ科のモノドラ属（Monodora）のものに似ることに由来し、和名はこの種小名に由来する。

## 特徴
常緑性の多年草。葉の葉身は革質、卵心形、先端は鋭頭から鈍頭。葉の表面は暗緑色、毛が散生する。裏面は帯紫色、脈上に毛がある。葉柄は長さ4–10 cm、汚紫色、毛が散生する。

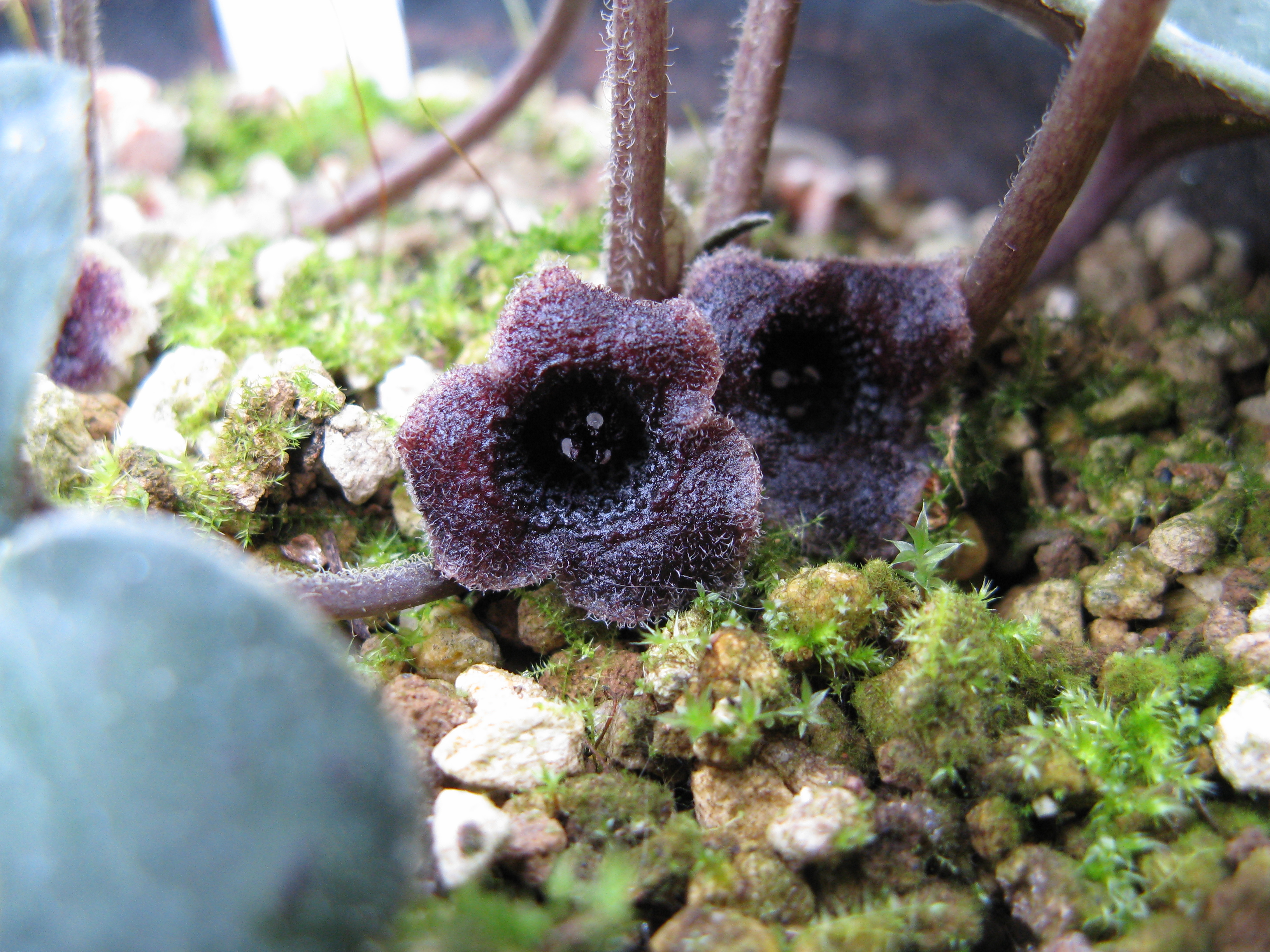
1. 花の正面観

花期は4月から5月。花柄は長さ約 1 cm。花は花弁を欠き、萼片は合着して長さ約8ミリメートル (mm)、直径約 9 mm 程度の筒状の萼筒を形成し、口環は発達し開口部が狭くなる。内壁は暗紫色で格子状隆起がある。萼裂片は広卵形から楕円形、長さ 7 mm、幅 10 mm、赤紫色で短毛が密生する。雄しべは12個、子房上位、花柱は6個。
染色体数は 2n = 24。

## 分布・生育環境
琉球諸島の西表島の限られた地域のみに分布する。山地の常緑広葉樹林の林床に生育する。

## 保全状況評価
自生地は西表島のごく狭い1ヶ所のみが知られており、園芸用の採集により個体数が激減している。
絶滅危惧IA類 (CR)（環境省レッドリスト）
モノドラカンアオイは環境省および沖縄県では絶滅危惧IA類に指定されている。また国内希少野生動植物種に指定されており、採集や譲渡などが法律で禁じられている。IUCNレッドリストカテゴリーでも Critically Endangered (CR)（深刻な危機）に指定されている。